# Pooja Hegde
Pooja Hegde (Mumbai, 13 ottobre 1990) è un'attrice e modella indiana.

## Biografia
Pooja Hegde è nata e cresciuta a Mumbai, nel Maharashtra, in una famiglia Bunt di lingua Tulu. I suoi genitori sono Manjunath Hegde e Latha Hegde. Sono originari di Udupi, Karnataka. Ha anche un fratello maggiore Rishabh Hegde. Parla fluentemente Tulu, Inglese e Hindi.
Nel 2010 è stata classificata seconda al concorso Miss Universo India 2010. Ha fatto il suo debutto nel film in lingua tamil Mugamoodi (2012) di Mysskin. Ha fatto il suo debutto cinematografico in lingua telugu insieme a Naga Chaitanya in Oka Laila Kosam (2014). Nel 2016 ha fatto il suo debutto in lingua hindī al fianco di Hrithik Roshan in Mohenjo Daro di Ashutosh Gowariker.
Ha poi recitato come protagonista in film di successo come Mukunda (2014), Duvvada Jagannadham (2017), Aravinda Sametha Veera Raghava (2018), Maharshi (2019), Gaddalakonda Ganesh (2019), Housefull 4 (2019), Ala Vaikunthapurramuloo (2020) e Most Eligible Bachelor (2021).

## Filmografia parziale
- Mugamoodi (2012)[7]
- Oka Laila Kosam (2014)[8]
- Mukunda (2014)[9]
- Mohenjo Daro (2016)[10]
- Duvvada Jagannadham (2017)[11][12]
- Rangasthalam (2018)[13]
- Saakshyam (2018)[14]|
- Maharshi (2019)[15]
- Housefull 4 (2019)[16]
- Ala Vaikunthapurramuloo (2020)[17]